# Albert Ellis
Albert Ellis (Pittsburgh, 27 september 1913 – New York, 24 juli 2007) was een Amerikaanse gedragstherapeut.
Zijn belangstelling ging aanvankelijk uit naar de zakenwereld, maar in de nasleep van de Grote Depressie zat daar niemand op de jongeman te wachten. Ook als literair schrijver kreeg hij geen voet aan de grond. Hij ging psychologie studeren, en volgde de opleiding tot psychoanalyticus.
In de aanloop naar een eigen praktijk ging hij zelf in analyse en ervoer de jarenlange sessies als weinig effectief en vruchtbaar. Daarom ging hij zijn eigen patiënten actiever begeleiden, en gaf hun opdrachten mee naar huis. Toen dit bleek te werken bouwde hij zijn methode tussen 1953 en 1955 uit tot de Rationeel-emotieve therapie (RET).Hij wordt samen met Aaron Beck gezien als een van de vaders van de cognitieve gedragstherapie en was een van de invloedrijkste psychotherapeuten. Hij was van Joodse komaf.
Ellis was oprichter en emeritus president van het Albert Ellis Instituut in New York. In september 2005 werd hij door het bestuur van dit instituut ontheven van al zijn officiële functies. Ellis vocht deze beslissing juridisch aan (in eerste fase succesvol). Terwijl hij probeerde zijn oude functie terug te krijgen werkte hij, ondanks zijn slechter wordende lichamelijk conditie, gestaag en onafhankelijk door, tot aan zijn dood.

## Recente waardering en kritiek
In 2003 ontving Albert Ellis een prijs van de Britse “Association for Rational Emotive Behaviour Therapy” voor het ontwerpen en verder ontwikkelen van de RET. Hij was erelid van deze vereniging.

## Werken
- Reason and Emotion in Psychotherapie, 1962
- Sex and the Single Man. Lyle Stuart, Inc., 1963.
- Homosexuality: Its causes and Cures. Lyle Stuart, 1965.
- A Guide to Rational Living. Wilshire Book Company, 1975, ISBN 0-87980-042-9.
- How to Live With a Neurotic. Wilshire Book Company, 1979, ISBN 0-87980-404-1.
- When AA Doesn't Work For You: Rational Steps to Quitting Alcohol. Barricade Books, 1992, ISBN 0-942637-53-4.
- The Art and Science of Rational Eating, with Mike Abrams Ph.D. and Lidia Abrams Ph.D. Barricade Books, 1992, ISBN 0-942637-60-7.
- How to Cope with a Fatal Illness, with Mike Abrams Ph.D. Barricade Books, 1994, ISBN 1-56980-005-7.
- How to Keep People from Pushing Your Buttons, with Arthur Lange. Citadel Press, 1995, ISBN 0-8065-1670-4.
- Alcohol : How to Give It Up and Be Glad You Did, with Philip Tate Ph.D. See Sharp Press, 1996, ISBN 1-884365-10-8.
- How to Control Your Anger Before It Controls You, with Raymond Chip Tafrate. Citadel Press, 1998, ISBN 0-8065-2010-8.
- The Secret of Overcoming Verbal Abuse: Getting Off the Emotional Roller Coaster and Regaining Control of Your Life, with Marcia Grad Powers. Wilshire Book Company, 2000, ISBN 0-87980-445-9.
- Overcoming Destructive Beliefs, Feelings, and Behaviors: New Directions for Rational Emotive Behavior Therapy. Prometheus Books, 2001, ISBN 1-57392-879-8.
- Overcoming Procrastination: Or How to Think and Act Rationally in Spite of Life's Inevitable Hassles, with William J. Knaus.
- Feeling Better, Getting Better, Staying Better: Profound Self-Help Therapy For Your Emotions. Impact Publishers, 2001, ISBN 1-886230-35-8.
- The Road to Tolerance: The Philosophy of Rational Emotive Behavior Therapy. Prometheus Books, 2004, ISBN 1-59102-237-1.
- The Myth of Self-Esteem. Prometheus Books, 2005, ISBN 1-59102-354-8.